# Coppa del mondo di triathlon del 2003
La Coppa del mondo di triathlon del 2003 (XIII edizione) è consistita in una serie di diciotto gare.
Tra gli uomini ha vinto l'australiano Greg Bennett. Tra le donne si è aggiudicata la coppa del mondo la statunitense Barbara Lindquist.

## Risultati

### Classifica generale

#### Élite Uomini
| Pos. | Nome                   | Paese         |
| ---- | ---------------------- | ------------- |
|      | Greg Bennett           | Australia     |
|      | Iván Raña              | Spagna        |
|      | Bevan Docherty         | Nuova Zelanda |
| 4    | Volodymyr Polikarpenko | Ucraina       |
| 5    | Andrew Johns           | Regno Unito   |
| 6    | Craig Watson           | Nuova Zelanda |
| 7    | Chris Hill             | Australia     |
| 8    | Hamish Carter          | Nuova Zelanda |
| 9    | Dmitriy Gaag           | Kazakistan    |
| 10   | Peter Robertson        | Australia     |

#### Élite donne
| Pos. | Nome              | Paese       |
| ---- | ----------------- | ----------- |
|      | Barbara Lindquist | Stati Uniti |
|      | Laura Reback      | Stati Uniti |
|      | Michellie Jones   | Australia   |
| 4    | Sheila Taormina   | Stati Uniti |
| 5    | Jill Savege       | Canada      |
| 6    | Carol Montgomery  | Canada      |
| 7    | Anja Dittmer      | Germania    |
| 8    | Liz Blatchford    | Regno Unito |
| 9    | Kathleen Smet     | Belgio      |
| 10   | Mariana Ohata     | Brasile     |

### La serie
Ishigaki - Giappone 
13 aprile 2003
| Pos. | Uomini         | Uomini      | Uomini   | Donne             | Donne       | Donne    |
| Pos. | Atleta         | Paese       | Tempo    | Atleta            | Paese       | Tempo    |
| ---- | -------------- | ----------- | -------- | ----------------- | ----------- | -------- |
|      | Greg Bennett   | Stati Uniti | 01:48:36 | Barbara Lindquist | Stati Uniti | 02:01:36 |
|      | Chris Hill     | Australia   | 01:49:01 | Beatrice Lanza    | Italia      | 02:01:47 |
|      | Rasmus Henning | Danimarca   | 01:49:21 | Michelle Dillon   | Regno Unito | 02:02:29 |

Saint Petersburg - Stati Uniti d'America 
26 aprile 2003
| Pos. | Uomini                 | Uomini      | Uomini   | Donne           | Donne       | Donne    |
| Pos. | Atleta                 | Paese       | Tempo    | Atleta          | Paese       | Tempo    |
| ---- | ---------------------- | ----------- | -------- | --------------- | ----------- | -------- |
|      | Tim Don                | Regno Unito | 01:45:05 | Laura Bennett   | Stati Uniti | 01:54:29 |
|      | Volodymyr Polikarpenko | Ucraina     | 01:45:16 | Sheila Taormina | Stati Uniti | 01:54:37 |
|      | Greg Bennett           | Stati Uniti | 01:45:19 | Anja Dittmer    | Germania    | 01:54:42 |

Tongyeong - Corea del Sud 
7 giugno 2003
| Pos. | Uomini       | Uomini        | Uomini   | Donne          | Donne       | Donne    |
| Pos. | Atleta       | Paese         | Tempo    | Atleta         | Paese       | Tempo    |
| ---- | ------------ | ------------- | -------- | -------------- | ----------- | -------- |
|      | Chris Hill   | Australia     | 01:48:39 | Laura Bennett  | Stati Uniti | 01:58:07 |
|      | Kris Gemmell | Nuova Zelanda | 01:49:03 | Liz Blatchford | Regno Unito | 01:58:09 |
|      | Mark Fretta  | Stati Uniti   | 01:49:10 | Emma Snowsill  | Australia   | 01:58:12 |

Gamagōri - Giappone 
15 giugno 2003
| Pos. | Uomini          | Uomini      | Uomini   | Donne          | Donne       | Donne    |
| Pos. | Atleta          | Paese       | Tempo    | Atleta         | Paese       | Tempo    |
| ---- | --------------- | ----------- | -------- | -------------- | ----------- | -------- |
|      | Peter Robertson | Australia   | 01:47:29 | Liz Blatchford | Regno Unito | 01:58:28 |
|      | Frank Bignet    | Francia     | 01:47:37 | Laura Bennett  | Stati Uniti | 01:58:42 |
|      | Greg Bennett    | Stati Uniti | 01:47:52 | Akiko Sekine   | Giappone    | 01:58:50 |

Edmonton - Canada 
13 luglio 2003
| Pos. | Uomini          | Uomini      | Uomini   | Donne             | Donne       | Donne    |
| Pos. | Atleta          | Paese       | Tempo    | Atleta            | Paese       | Tempo    |
| ---- | --------------- | ----------- | -------- | ----------------- | ----------- | -------- |
|      | Simon Whitfield | Canada      | 01:47:07 | Barbara Lindquist | Stati Uniti | 01:57:30 |
|      | Hunter Kemper   | Stati Uniti | 01:47:14 | Sheila Taormina   | Stati Uniti | 01:58:22 |
|      | Greg Bennett    | Stati Uniti | 01:47:30 | Laura Bennett     | Stati Uniti | 01:59:07 |

Corner Brook - Canada 
20 luglio 2003
| Pos. | Uomini         | Uomini        | Uomini   | Donne           | Donne       | Donne    |
| Pos. | Atleta         | Paese         | Tempo    | Atleta          | Paese       | Tempo    |
| ---- | -------------- | ------------- | -------- | --------------- | ----------- | -------- |
|      | Hamish Carter  | Nuova Zelanda | 01:51:49 | Jill Savege     | Canada      | 02:05:26 |
|      | Bevan Docherty | Nuova Zelanda | 01:52:17 | Sheila Taormina | Stati Uniti | 02:05:59 |
|      | Doug Friman    | Stati Uniti   | 01:54:39 | Susan Williams  | Stati Uniti | 02:06:21 |

Salford - Regno Unito 
27 luglio 2003
| Pos. | Uomini         | Uomini        | Uomini   | Donne            | Donne     | Donne    |
| Pos. | Atleta         | Paese         | Tempo    | Atleta           | Paese     | Tempo    |
| ---- | -------------- | ------------- | -------- | ---------------- | --------- | -------- |
|      | Andrew Johns   | Regno Unito   | 01:53:50 | Pip Taylor       | Australia | 02:03:05 |
|      | Craig Watson   | Nuova Zelanda | 01:53:53 | Carol Montgomery | Canada    | 02:03:57 |
|      | Martin Krňávek | Rep. Ceca     | 01:54:00 | Joelle Franzmann | Germania  | 02:04:02 |

Tiszaújváros - Ungheria 
3 agosto 2003
| Pos. | Uomini                 | Uomini      | Uomini   | Donne          | Donne     | Donne    |
| Pos. | Atleta                 | Paese       | Tempo    | Atleta         | Paese     | Tempo    |
| ---- | ---------------------- | ----------- | -------- | -------------- | --------- | -------- |
|      | Volodymyr Polikarpenko | Ucraina     | 01:46:28 | Anja Dittmer   | Germania  | 01:57:11 |
|      | Dmitriy Gaag           | Kazakistan  | 01:46:40 | Nadia Cortassa | Italia    | 01:57:15 |
|      | Andrew Johns           | Regno Unito | 01:46:49 | Emma Snowsill  | Australia | 01:57:18 |

New York - Stati Uniti d'America 
10 agosto 2003
| Pos. | Uomini          | Uomini        | Uomini   | Donne           | Donne       | Donne    |
| Pos. | Atleta          | Paese         | Tempo    | Atleta          | Paese       | Tempo    |
| ---- | --------------- | ------------- | -------- | --------------- | ----------- | -------- |
|      | Simon Whitfield | Canada        | 01:46:47 | Rina Hill       | Australia   | 02:00:48 |
|      | Tim Don         | Regno Unito   | 01:46:54 | Pip Taylor      | Australia   | 02:00:52 |
|      | Bevan Docherty  | Nuova Zelanda | 01:46:59 | Michelle Dillon | Regno Unito | 02:01:05 |

Amburgo - Germania 
6 settembre 2003
| Pos. | Uomini          | Uomini        | Uomini   | Donne          | Donne    | Donne    |
| Pos. | Atleta          | Paese         | Tempo    | Atleta         | Paese    | Tempo    |
| ---- | --------------- | ------------- | -------- | -------------- | -------- | -------- |
|      | Andrew Johns    | Regno Unito   | 01:44:59 | Anja Dittmer   | Germania | 01:54:36 |
|      | Bevan Docherty  | Nuova Zelanda | 01:45:03 | Kate Allen     | Austria  | 01:54:38 |
|      | Brad Kahlefeldt | Australia     | 01:45:10 | Nadia Cortassa | Italia   | 01:54:46 |

Nizza - Francia 
12 settembre 2003
| Pos. | Uomini                 | Uomini    | Uomini   | Donne          | Donne       | Donne    |
| Pos. | Atleta                 | Paese     | Tempo    | Atleta         | Paese       | Tempo    |
| ---- | ---------------------- | --------- | -------- | -------------- | ----------- | -------- |
|      | Frank Bignet           | Francia   | 01:49:41 | Anja Dittmer   | Germania    | 01:59:35 |
|      | Volodymyr Polikarpenko | Ucraina   | 01:50:03 | Emma Snowsill  | Australia   | 01:59:41 |
|      | Brad Kahlefeldt        | Australia | 01:50:07 | Liz Blatchford | Regno Unito | 02:00:02 |

Madrid - Spagna 
21 settembre 2003
| Pos. | Uomini                 | Uomini        | Uomini   | Donne                  | Donne      | Donne    |
| Pos. | Atleta                 | Paese         | Tempo    | Atleta                 | Paese      | Tempo    |
| ---- | ---------------------- | ------------- | -------- | ---------------------- | ---------- | -------- |
|      | Hunter Kemper          | Stati Uniti   | 01:50:02 | Vanessa Fernandes      | Portogallo | 01:59:32 |
|      | Volodymyr Polikarpenko | Ucraina       | 01:50:04 | Mariana Ohata          | Brasile    | 01:59:41 |
|      | Craig Watson           | Nuova Zelanda | 01:50:04 | Pilar Hidalgo Iglesias | Spagna     | 01:59:48 |

Makuhari - Giappone 
13 ottobre 2003
| Pos. | Uomini            | Uomini      | Uomini   | Donne          | Donne     | Donne    |
| Pos. | Atleta            | Paese       | Tempo    | Atleta         | Paese     | Tempo    |
| ---- | ----------------- | ----------- | -------- | -------------- | --------- | -------- |
|      | Courtney Atkinson | Australia   | 01:47:17 | Emma Snowsill  | Australia | 01:56:58 |
|      | Bryce Quirk       | Australia   | 01:47:27 | Loretta Harrop | Australia | 01:58:22 |
|      | Andrew Johns      | Regno Unito | 01:47:41 | Rina Hill      | Australia | 01:59:33 |

Funchal - Portogallo 
19 ottobre 2003
| Pos. | Uomini       | Uomini      | Uomini   | Donne             | Donne       | Donne    |
| Pos. | Atleta       | Paese       | Tempo    | Atleta            | Paese       | Tempo    |
| ---- | ------------ | ----------- | -------- | ----------------- | ----------- | -------- |
|      | Iván Raña    | Spagna      | 01:46:22 | Sheila Taormina   | Stati Uniti | 01:59:32 |
|      | Daniel Unger | Germania    | 01:46:28 | Barbara Lindquist | Stati Uniti | 01:59:51 |
|      | Matthew Reed | Stati Uniti | 01:46:37 | Jill Savege       | Canada      | 02:01:18 |

Atene - Grecia 
25 ottobre 2003
| Pos. | Uomini           | Uomini    | Uomini   | Donne                  | Donne       | Donne    |
| Pos. | Atleta           | Paese     | Tempo    | Atleta                 | Paese       | Tempo    |
| ---- | ---------------- | --------- | -------- | ---------------------- | ----------- | -------- |
|      | Rasmus Henning   | Danimarca | 01:52:41 | Michellie Jones        | Australia   | 02:06:46 |
|      | Cédric Fleureton | Francia   | 01:52:41 | Jodie Swallow          | Regno Unito | 02:06:48 |
|      | Sven Riederer    | Svizzera  | 01:53:11 | Pilar Hidalgo Iglesias | Spagna      | 02:07:13 |

Cancún - Messico 
2 novembre 2003
| Pos. | Uomini                 | Uomini    | Uomini   | Donne             | Donne      | Donne    |
| Pos. | Atleta                 | Paese     | Tempo    | Atleta            | Paese      | Tempo    |
| ---- | ---------------------- | --------- | -------- | ----------------- | ---------- | -------- |
|      | Volodymyr Polikarpenko | Ucraina   | 01:54:39 | Natasha Filliol   | Canada     | 02:10:34 |
|      | Brad Kahlefeldt        | Australia | 01:54:46 | Carla Moreno      | Brasile    | 02:10:44 |
|      | Rasmus Henning         | Danimarca | 01:54:58 | Vanessa Fernandes | Portogallo | 02:10:57 |

Rio de Janeiro - Brasile 
9 novembre 2003
| Pos. | Uomini                           | Uomini  | Uomini   | Donne             | Donne      | Donne    |
| Pos. | Atleta                           | Paese   | Tempo    | Atleta            | Paese      | Tempo    |
| ---- | -------------------------------- | ------- | -------- | ----------------- | ---------- | -------- |
|      | Volodymyr Polikarpenko           | Ucraina | 01:46:49 | Carla Moreno      | Brasile    | 01:59:12 |
|      | Ivan Vasiliev                    | Russia  | 01:47:17 | Carol Montgomery  | Canada     | 02:00:02 |
|      | Antonio Marcos De Souza Da Silva | Brasile | 01:47:24 | Vanessa Fernandes | Portogallo | 02:00:21 |

Geelong - Australia 
23 novembre 2003
| Pos. | Uomini            | Uomini      | Uomini   | Donne          | Donne         | Donne    |
| Pos. | Atleta            | Paese       | Tempo    | Atleta         | Paese         | Tempo    |
| ---- | ----------------- | ----------- | -------- | -------------- | ------------- | -------- |
|      | Wieke Hoogzaad    | Paesi Bassi | 02:08:57 | Craig Walton   | Australia     | 01:55:19 |
|      | Barbara Lindquist | Stati Uniti | 02:09:00 | Hamish Carter  | Nuova Zelanda | 01:56:59 |
|      | Carol Montgomery  | Canada      | 02:09:07 | Bevan Docherty | Nuova Zelanda | 01:57:27 |